# Matteo Pelli

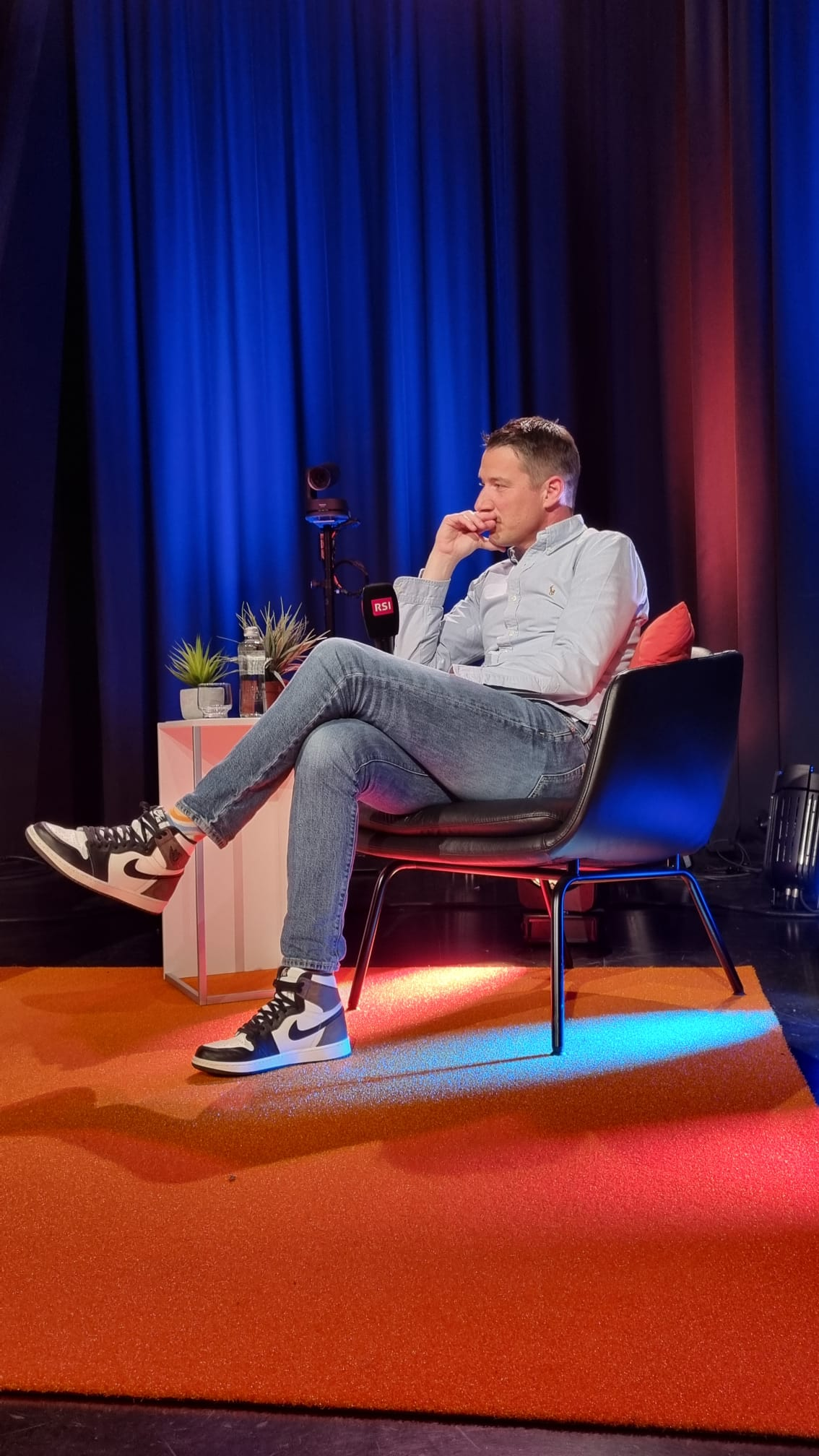
Matteo Pelli, 2022

Matteo Pelli (* 28. März 1978 in Lugano) ist ein Schweizer Manager, Fernsehmoderator und Schriftsteller.

## Leben
Er absolvierte die Accademia di Belle Arti di Brera. Nach einer langen Karriere bei Radiotelevisione Svizzera (RSI) leitete er ab Mai 2013 Radio 3i, den meistgehörten privaten Radiosender der italienischen Schweiz, und seit September 2017 leitet er auch Teleticino. Am 28. Mai 2021, auf Vorschlag des neu ernannten Direktors von RSI Mario Timbal und dem Regionalratskomitee CORSI ernannte ihn der Verwaltungsrat der SRG SSR zum Leiter der Abteilung Programme und Image der RSI.
Sein Vater Erasmo Pelli war stellvertretender Bürgermeister von Lugano, seine Mutter Giuliana Pelli Grandini ist Schriftstellerin (sie erhielt 2005 den Schillerpreis). Er hat einen älteren Bruder, Paride (Journalist), und eine jüngere Schwester väterlicherseits, Camilla. Am 30. Mai 2015 heiratete er die Köchin und Bloggerin von asinochileggeancora.com, Eleonora Postizzi, mit der er vier Kinder hat, Leo, Luce, Nino und Edo.

### Karriere im Fernsehen
Sein Fernsehdebüt gab er 1998 als Moderator der Sendung Drin Team, später gehörte er zu den Stammgästen des Schweizer Fernsehens.
Von 2002 bis 2005 moderierte er die Quizshow Spaccatredici, die schnell ein Erfolg wurde. Seit 2003 gibt es auch eine Version der Sendung, in der Kinder die Teilnehmer sind: Spaccatredici Kids, die zur Hauptsendezeit ausgestrahlt wird. Im Jahr 2005 moderiert er Zerovero (bis Ende 2006) und Attenti a quei due, die er bis 2012 moderiert. Von 2007 bis 2009 gab es unter dem Titel Attenti a quei due eine Primetime-Version mit hervorragenden Einschaltquoten.
Pelli hat auch mehrere nationale Sendungen moderiert, darunter Miss Schweiz (4 Ausgaben) und Telethon, sowie die beiden bekanntesten Sendungen des Eurovisions, die letzte Sommerausgabe von Giochi senza frontiere im Jahr 1999, und mehrmals den Kommentar für RSI des Eurovision Song Contest. Die letzten Sendungen, die er bei RSI moderierte, waren die von ihm geschriebene Samstagabend-Talkshow Diabolik mochte Salat um 20.40 Uhr und die siebenminütige Spielshow The Breaker.
Im Jahr 2010 unterzeichnete er einen Vertrag (künstlerische Leitung) für 7 (+3) Jahre mit der Bank Raiffeisen für die Organisation einiger kultureller Veranstaltungen im italienischen Teil der Schweiz. In den Jahren 2010 und 2011 wirkte er in zwei Folgen der erfolgreichen Fernsehserie Frontaliers" mit, die von RSI produziert wurde. Als Programm- und Imagechef bei RSI moderiert er die Sendung Che c’è in TV ?, in der er zweimal im Jahr das Programm von RTV vorstellt.

### Radio-Karriere
Im Dezember 2012 verließ er der Fernsehmoderator RSI, um einen neuen Abschnitt seiner Karriere zu beginnen und Radio 3i zu leiten und im Mai 2013 trat in die TImedia Holding ein und übernahm ab September 2013 die Leitung von Radio 3i.
Unter seiner Leitung stieg der Sender von einem Marktanteil von 5,9 % auf 11,1 % (zweites Halbjahr 2015) und stellte damit eine kontinuierliche Serie von Einschaltquotenrekorden für den Privatsender mit Sitz in Melide TI auf, die sich bei rund 15 % stabilisierten. Seit September 2017 leitet Matteo Pelli auch TeleTicino, den privaten Fernsehsender in der italienischen Schweiz, der zur Gruppe Corriere del Ticino gehört, mit sofortigen guten Wachstumsergebnissen.
Mit dem Wunsch, sich einer neuen beruflichen Herausforderung zu stellen, ist er ab dem 1. August 2021 neuer Programmchef bei RSI.

## Werke

### Schriften
- Im Jahr 2008 veröffentlichte er ein Buch mit dem Titel Johnny Pio, das Vorwort wurde von der italienischen Mina (italienische Sängerin) geschrieben. Minas Vorwort wurde in den italienischen Medien und in einer Italienische Ausgabe von Vanity Fair ausführlich kommentiert.
- Im Jahr 2009 veröffentlichte er sein zweites Buch mit dem Titel 900 Meter. Im Jahr 2010 unterzeichnete er einen Vertrag mit Mauri Spagnol für weitere Schriften.
- Im Jahr 2011 veröffentlichte er sein drittes Buch mit dem Titel Don’t invite me to your wedding.
- Im April 2013 erschien sein vierter Roman Fuoricorso, wiederum für TEA (Verlag). Derzeit schreibt er freitags auf der letzten Seite des Corriere del Ticino eine Kolumne mit dem Titel duemilabattute.

### Musik
- Im Jahr 2007 veröffentlichte er für einen wohltätigen Zweck die Single Fuori controllo, die er in Zusammenarbeit mit der Tessiner Rap-Gruppe Metro Stars (Musikgruppe) komponiert und gesungen hat und die sich innerhalb weniger Tage hervorragend verkaufte.
- Im Jahr 2009 veröffentlichte er die Single zum gleichnamigen Buch 900 Metri in Zusammenarbeit mit dem Rapper Bassi Maestro.
- Im Jahr 2011 wirkte er auf Tutti a Casa, einem neuen Album von Bassi Maestro, zusammen mit Ghemon, Mecna und Bassi selbst in dem Stück Dal Minimo al Massimo mit.